# San Sebastián de los Reyes
San Sebastián de los Reyes é um município de Espanha da província de Madrid, com cerca de 80 000 habitantes.
Possui indústria diversificada.